# Terme di San Cristiano
Il nome terme di San Cristiano viene usato informalmente per denotare un edificio romano, probabilmente termale, posto nel rione Triggio a Benevento, attorno alla chiesa dedicata al santo. Quel che rimane della struttura si compone di due parti distinte: una, storicamente nota, sono tre vani inglobati negli edifici ad ovest di via San Cristiano; l'altra consiste di alcuni ruderi nelle pertinenze di casa Campi, ad est di tale strada. Questi ultimi sono stati oggetto di scavi archeologici negli anni 2000, ma non sono stati pubblicati i risultati dello studio.

## Dati storico-archeologici

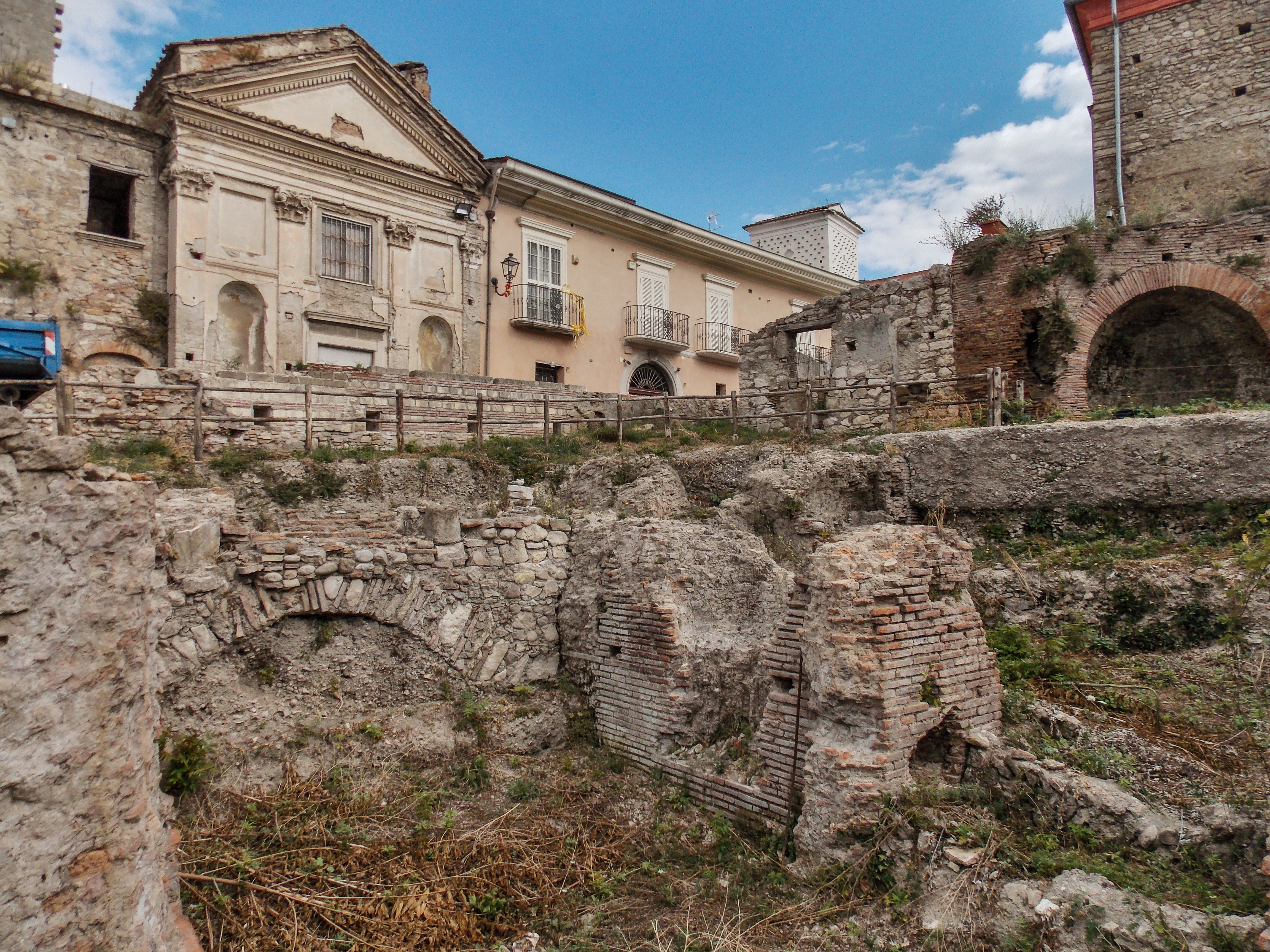
Gli scavi di casa Campi e la chiesa di San Cristiano. Sotto la torre colombaia, a destra nell'immagine, sono i due ambienti a volta meglio conservati

Gli ambienti coperti a volta furono visti dallo storico locale Alfonso De Blasio nel XVII secolo, e di nuovo dall'architetto Almerico Meomartini alla fine del XIX. All'epoca di quest'ultimo i resti di tali ambienti erano più abbondanti di quanto non lo siano ora: lo studioso poteva distinguere alcuni prolungamenti anche oltre la cinta muraria di età longobarda. Meomartini notò che il complesso doveva affacciarsi sullo stesso asse stradale cui appartiene l'attuale via San Filippo, che è ritenuto parte del tratto urbano della via Appia.
Meomartini fu anche il primo a identificare tali ambienti come parte di un complesso termale. Questa interpretazione è plausibile anche perché in questa zona De Blasio poneva i resti della chiesa di San Bartolomeo in thermis.
Alcuni caratteri della tecnica muraria e dell'architettura inducono a datare l'edificio alla prima metà del II secolo, un periodo in cui Benevento era in espansione e conosceva un certo fervore edilizio. Gli edifici termali in città erano svariati, e risulta difficile farli corrispondere con quelli che le iscrizioni a noi giunte riportano. Due di esse menzionano uno stabilimento detto Terme Commodiane: il nome sembra riferirsi ad una costruzione eretta dall'imperatore Commodo, quindi alla fine del II secolo. Le terme di via San Cristiano sono apparentemente compatibili con tale datazione e perciò identificabili con i bagni di Commodo, ma non sono le uniche: lo stesso discorso vale per l'edificio termale sopra il quale fu costruita la chiesa di San Pietro delle Monache.
L'area di casa Campi fu utilizzata in età longobarda per impiantarvi un sepolcreto.

## Descrizione

### Ambienti a volta

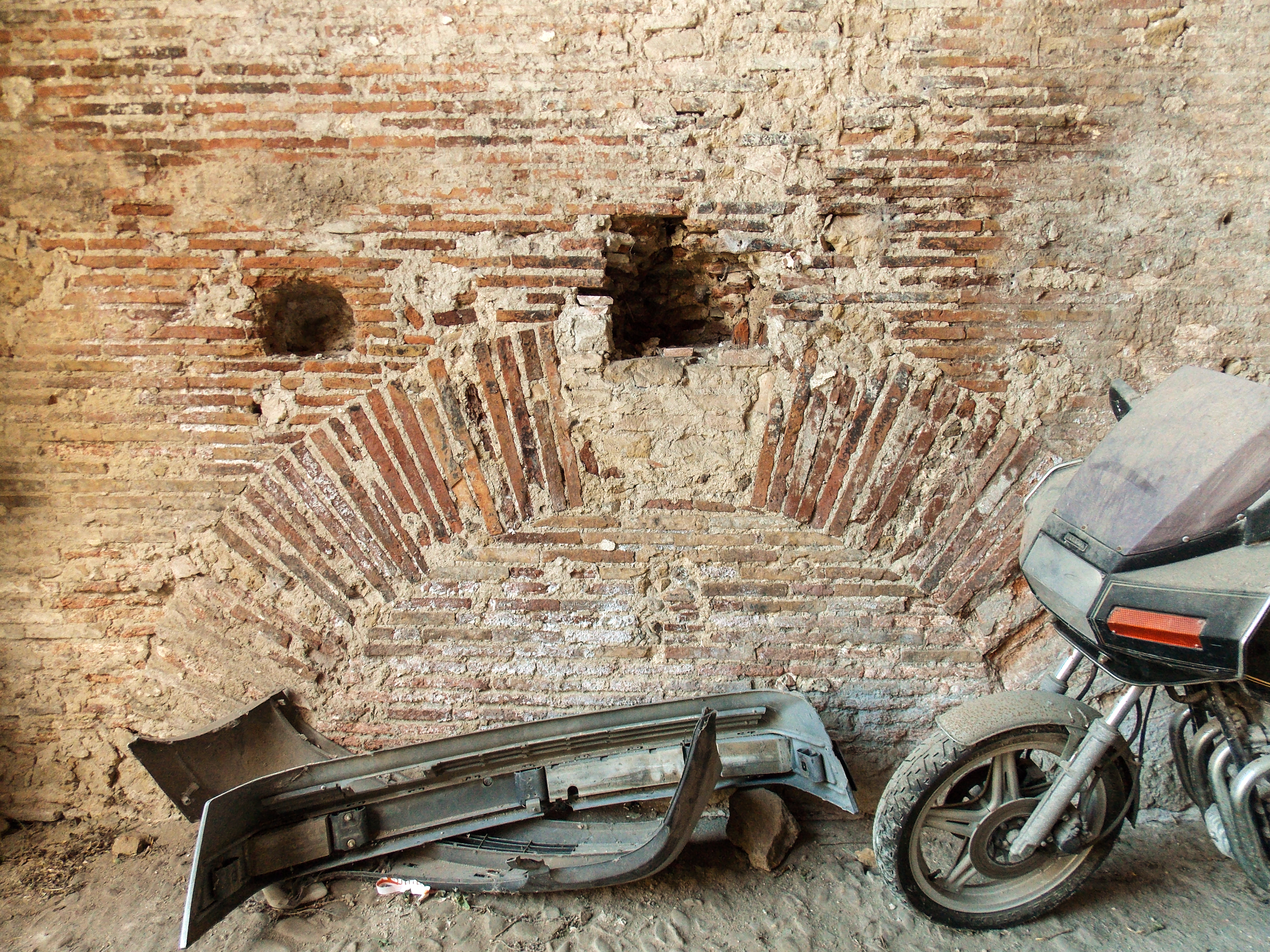
Dettaglio di un arco di scarico nell'ambiente superiore

Tre ambienti coperti da una volta a botte si trovano ad ovest di via San Cristiano, inglobati in un agglomerato di abitazioni ad ovest di questa. L'accesso a due di questi ambienti, in buono stato di conservazione, avviene tramite un cortile a lato di via Torre della Catena, usato per scopi industriali; gli stessi ambienti sono usati come depositi. Un terzo, parzialmente crollato, si trova nel cortile di un'abitazione lungo via San Cristiano. Uno studio di tali ambienti è stato condotto da Marcello Rotili.
I due ambienti meglio conservati si trovano l'uno sopra l'altro. Quello in linea con il piano stradale, alto 6,40 m, ha una volta costruita in tufo, pietrame e laterizi che mostra evidenti segni di restauri nel corso del tempo. La volta si erge su due mura spesse 1,20 m, costruite in opera cementizia di pietra e malta con paramenti in laterizi di dimensioni diverse: quelli della parete nord-ovest sono lunghi fra i 20 e 28 cm, mentre quelli della parete opposta circa 55 cm. Nella parte bassa di entrambi i muri si trova un arco ampio oltre 2 m: i due archi sono costruiti in mattoni che si direbbero dei bipedali imperfetti, prodotti forse localmente ed uguali ai laterizi impiegati in qualche parte del vicino teatro romano: è proprio questo che suggerisce la datazione alle prime decadi del II secolo, contemporanea al teatro stesso.
Il capo nord-est della volta è interamente aperto verso l'esterno: su due pilastri in laterizi e tufi poggia un arco vagamente a sesto acuto che sostanzialmente segue la volta. Esso fu costruito in occasione di un riutilizzo, nel XIII o XIV secolo. Il capo opposto è chiuso da un muro settecentesco. L'asse della volta è lungo 6,20 m, mentre la larghezza dell'ambiente è di 7,20 m.

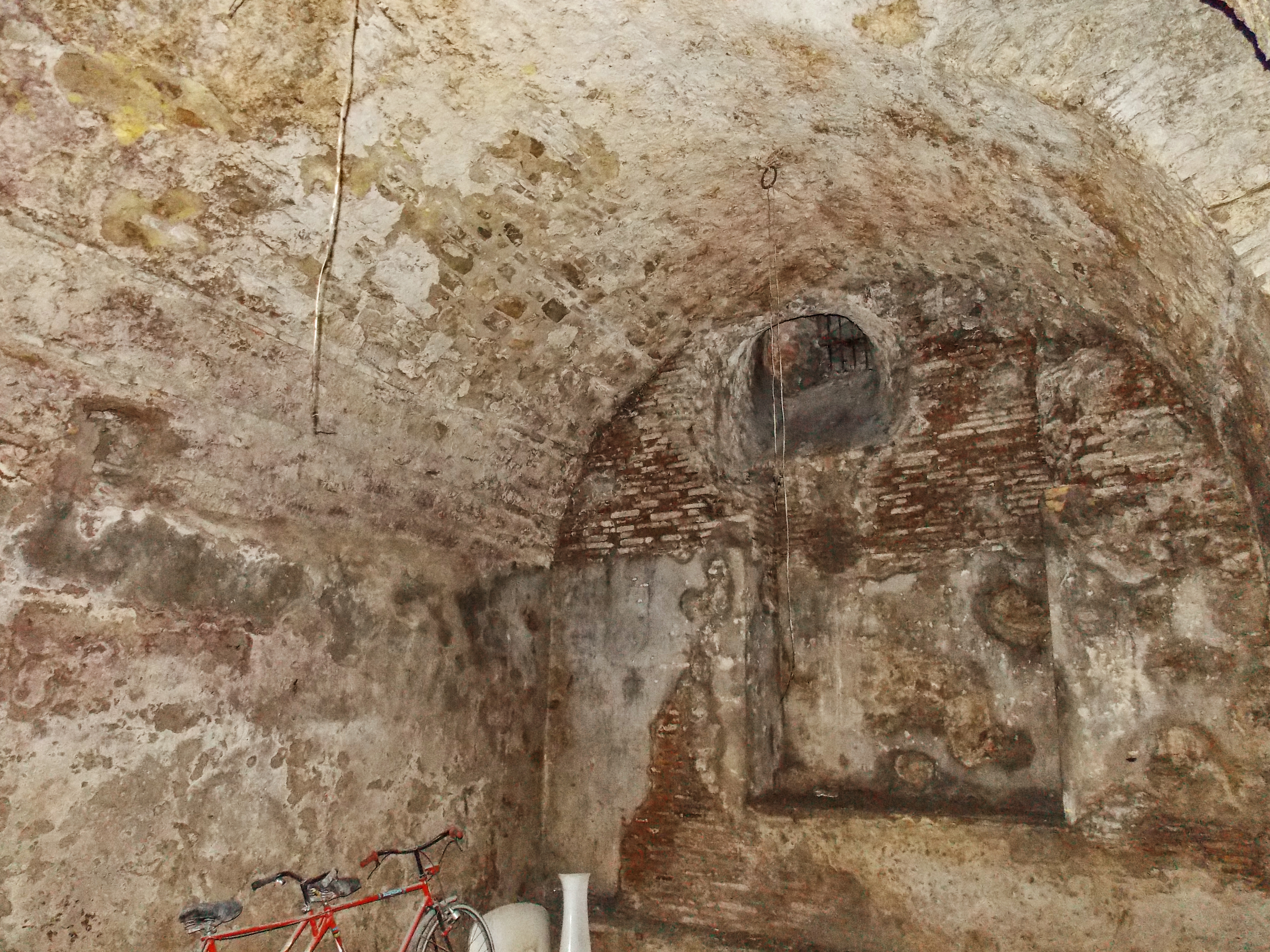
L'ambiente a volta sotterraneo: è visibile una nicchia

Una scaletta davanti all'arco di accesso all'ambiente descritto permette la discesa verso un'apertura ad arco, che immette nel secondo vano, sotterraneo. Anche questo è coperto a volta, ma quest'ultima è orientata ortogonalmente a quella del vano soprastante. I muri ai capi della volta presentano due ampie nicchie, profonde 60 cm e alte fino al soffitto. Tali muri coincidono con quelli laterali dell'ambiente superiore: gli archi che questi ultimi presentano, già descritti, avrebbero infatti una funzione di scarico data la presenza delle aperture. L'altra dimensione di base dell'ambiente è più modesta di quella superiore (solo 4,50 m), come pure l'altezza (anch'essa 4,50 m).
L'ultimo ambiente è adiacente al lato sud-est di quello superiore prima descritto, cioè è a sinistra rispetto all'ingresso di quest'ultimo; ed appare molto simile strutturalmente, salvo qualche differenza nelle dimensioni. Per esempio il piano di calpestio è più basso, cosicché l'altezza del vano è di 7,10 m. La volta di questo ambiente è parzialmente distrutta, mentre sono ben conservate entrambe le pareti laterali (una è condivisa con l'ambiente adiacente) e quella di fondo, che corrisponde all'ingresso ad arco nel vano adiacente. Il lato rimanente è completamente aperto verso il cortile. I due ambienti contigui dovevano essere inseriti in una fila più lunga di vani ad essi simili, di cui rimangono le tracce. La testimonianza di Meomartini suggerisce che la distruzione della porzione nord-ovest, quella più vicina alla cinta muraria, deve essere avvenuta in tempi relativamente recenti.

### Area di casa Campi

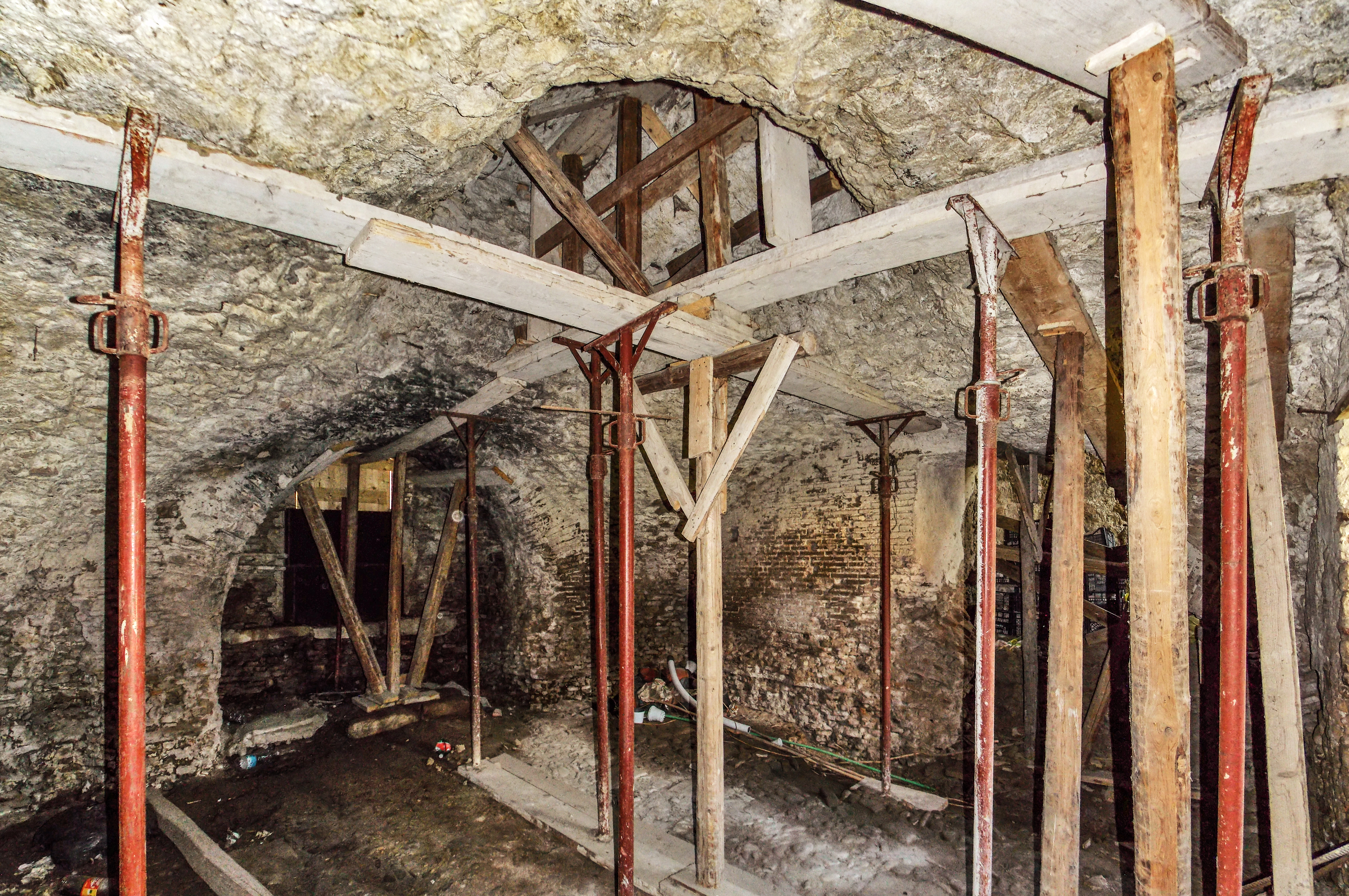
Ambiente a volta al pianoterra di casa Campi

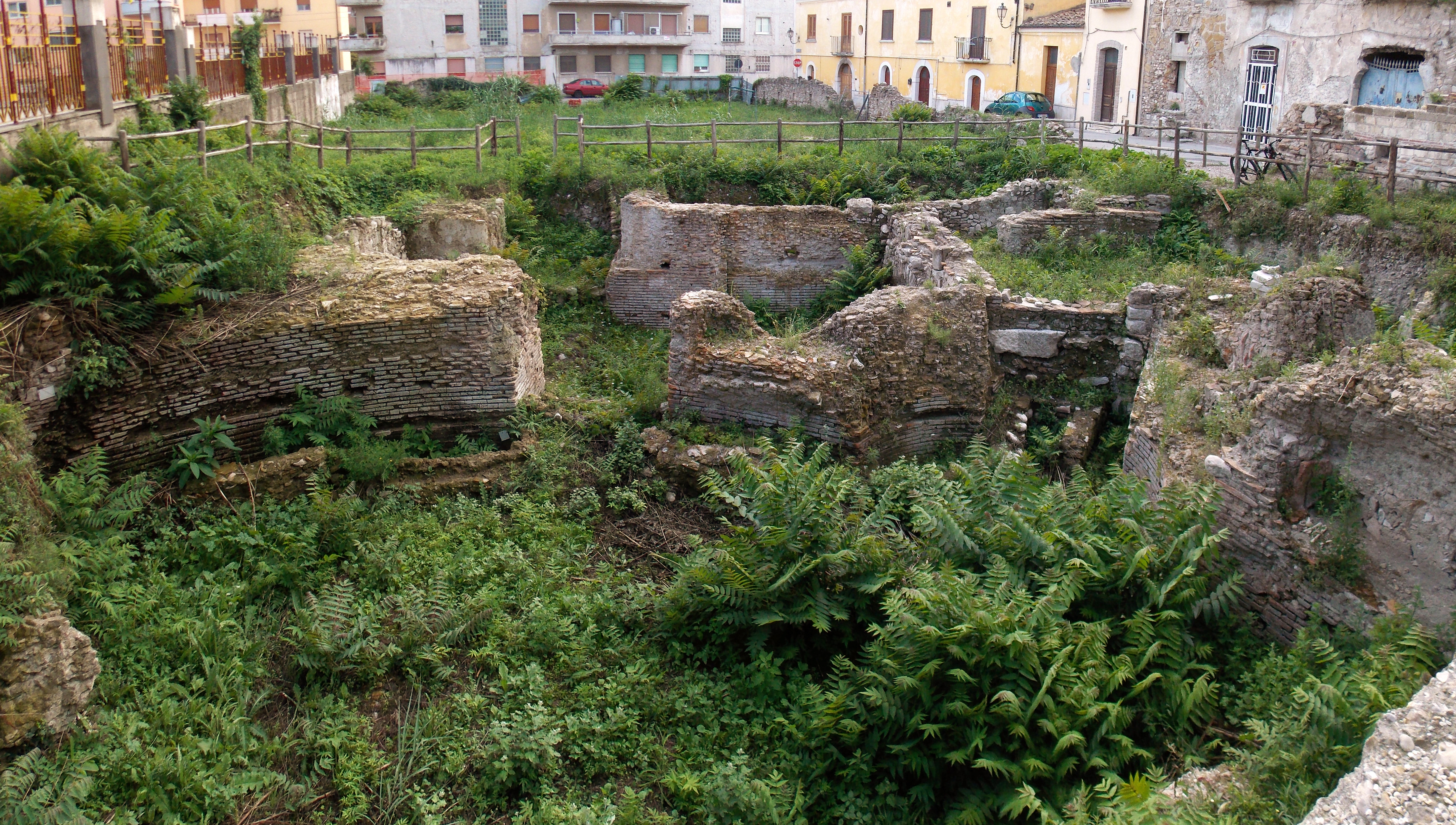
Gli scavi di casa Campi

Casa Campi è un casolare abbandonato, posto in un giardino sul fianco orientale di via San Cristiano. La parte inferiore dell'edificio è un ulteriore ambiente a volta di età romana, a pianta centrale.
Il retro dell'abitazione è stato interessato da scavi archeologici, conclusi nel 2007, che hanno restituito rimanenze di un grande edificio di età imperiale, probabilmente identificabile ancora come parte delle terme. I ruderi, anche qui in opera laterizia, includevano anche numerosi resti umani: è infatti accertato che l'area fu usata come sepolcreto. Qui è stata rinvenuta l'epigrafe funeraria di un tale Radichis, figlio del gastaldo Ansfert.
L'area degli scavi, che risultava abbandonata già l'anno successivo al termine dei lavori, è stata ripulita nel 2016 per iniziativa di un privato.